# Hieracium fioniae
Hieracium fioniae es una especie de planta con flor del género Hieracium, de la familia Asteraceae, orden Asterales.

## Distribución
Hieracium fioniae se distribuye por Dinamarca.

## Taxonomía
Fue descrita científicamente por Dahlst.
Tratamiento taxonómico
La especie aparece registrada y publicada en Bot. Tidsskr.